# Amore o qualcosa del genere
Amore o qualcosa del genere è un film del 1968 diretto da Dino Bartolo Partesano.